# Pascal Blanchard (peintre)
Pour les articles homonymes, voir Pascal Blanchard et Blanchard.
Ne doit pas être confondu avec Ernest-Pascal Blanchard.
Pascal Blanchard est un peintre français né en 1807 et décédé en 1900[réf. nécessaire].

## Biographie
Il a notamment peint des scènes de genre (paysans russes, cavaliers cosaques) et orientalistes. Il a collaboré avec l'éventailliste Alexandre pour des feuilles d'éventails.
Il est souvent confondu avec Ernest-Pascal Blanchard, qui a travaillé en partie à la même période.

## Œuvres

### Dessins, aquarelles, lithographies
- Paysans russes passant devant une borne, dessin, aquarelle et couleurs, 1860 ; dim. H:27 cm × L:42 cm (vente Pays-Bas, 10 avril 1990)
- Paysans russes en chemin, dessin, aquarelle, papier, 1869 ; dim. H:31 cm × L:45 cm (vente Pays-Bas, 29 avril 1998)

### Peintures
(Note : certains tableaux de la liste suivante pourraient être en réalité des œuvres d'Ernest-Pascal Blanchard)
- Portraits d'une dame et d'un homme, huile sur deux panneaux, 1880 ? ; dim. 2 fois H:31 × L:22 cm (vente Belgique, 26 novembre 2007)
- Nature morte aux fleurs et brûle-parfum, 1882 ?, huile sur toile ; dim. H:80 cm × L:100 cm (vente Deburaux & Associé, Paris, 2009)
- Jeune mère jouant avec son enfant, huile sur toile, 1892 ; dim. H:76 cm × L:51 cm (vente France, 13 décembre 2005)[3]
- Élégante à la robe rose, huile sur toile, 1899 ? ; dim. H:109 cm × L:76 cm (vente successorale, château de l'Aubermesnil à Beaumais, Calvados)
- Pré en été avec un village au fond, huile sur toile;, 1899 ? ; dim. H:24 cm × L:39 cm (vente Canada, 1er juin 2000)
- Jeune fille en prière, huile sur toile, sans date ; dim. H:120 cm × L: 83 cm (vente France, 16 novembre 2006 )
- Vue panoramique du Cap Bon en Tunisie, huile sur toile, sans date ; dim. H:89 cm × L:131 cm (vente France, 22 juin 1992)
- Tzigane assise avec un enfant, huile sur toile, sans date; dim; H:75 cm × L:62 cm (vente Belgique, 21 juin 2004)